# C-18
C-18 is een fictief figuur uit de manga-serie Dragon Ball.
C-18 is een vrouwelijke cyborg die samen met C-17 is gemaakt door Dr. Gero om Son Goku te vermoorden. Beide cyborgs worden geabsorbeerd door Cell. C-18 wordt echter weer uitgespuugd door Cell nadat hij zwaargewond is geraakt tijdens zijn gevecht met Son Gohan tijdens de Cell Games-saga.
in Dragon Ball GT vecht C-18 samen met Goku tegen super 17.
Later in de serie wordt C-18 goed en trouwt met Krilin, samen krijgen zij nog een dochter: Marron